# Codex Rossi
Le Codex Rossi est une collection de manuscrits musicaux du XIVe siècle dont la plus grande partie est conservée à la Bibliothèque apostolique vaticane, sous la cote Biblioteca Apostolica Vaticana, Rossi 215 ; tandis qu'une petite partie est conservée à la Biblioteca musicale Opera Pia G. Gregiatti de la ville d'Ostiglia (Mus. rari B 35). Aucun autre fonds de musique profane polyphonique italienne de cette époque ne peut être comparé au Codex Rossi.

## Description
Le codex contient trente-sept œuvres profanes : des madrigaux, des canons et, fait unique pour la musique du trecento, des ballate monophoniques. Il est composé de dix-huit folios parvenus jusqu'à nous sur les trente-deux originaux. La Bibliothèque apostolique vaticane possède sept bifolios (de 1 à 8 et de 18 à 21). Il appartenait au début du XIXe siècle à un collectionneur italien, Giovan Francesco de Rossi, d'après lequel le codex a été nommé. Sa veuve en fit don en 1857 à la bibliothèque des jésuites de Linz, et elle fut transférée ensuite à Vienne. Les jésuites autrichiens en firent don à leur tour à la Bibliothèque apostolique vaticane en 1922. Mgr Gino Borghezio attira l'attention du public averti sur ces manuscrits en 1925, puis ils furent étudiés en profondeur par les musicologues Heinrich Besseler (1927), Friedrich Ludwig (1928) et Johannes Wolf (1939). Ils étaient d'avis que les manuscrits étaient originaires de Florence, mais des experts italiens comme Ferdinando Liuzzi, Ugo Sesini et Ettore Li Gotti observèrent l'existence de spécificités linguistiques particulières à la Vénétie. D'autres, comme Nino Pirrotta, pensaient qu'il avait été composé plus précisément dans la région de Vérone et de Padoue entre 1330 et 1345 à cause de la signification des symboles et de la proximité des thèmes exposés par Marchetto de Padoue (mort en 1319) dans son Pomerium in arte musice mensurate. De plus la région était alors favorisée par mécénat d'Alberto della Scala, fils de Cangrande della Scala. Le musicologue Nino Pirrotta estima également que le codex se trouvait à l'origine au Collegio Capranica, fondé par le cardinal Capranica au XVe siècle.
Le codex contient trente madrigaux, dont un en forme de canon, un canon et cinq ballata. Deux compositeurs ont été identifiés : Maestro Piero et Giovanni da Cascia. Plusieurs œuvres du recueil comportent des parentés stylistiques avec les œuvres de ce dernier bien qu'elles soient anonymes.